# جان فالون
جان فالون (به انگلیسی: John Fallon) (زاده ۱۹۶۲) کارآفرین، بازرگان و مدیر ارشد اجرایی بریتانیایی است، که در حال حاضر به‌عنوان مدیر عامل اجرایی شرکت پیرسون فعالیت می‌کند.